# Hans Wetterström
Hans Rolf Wetterström  (ur. 11 grudnia 1923 w Nyköping, zm. 17 listopada 1980 tamże) – szwedzki kajakarz. Dwukrotny medalista olimpijski.
Brał udział w trzech igrzyskach (IO 48, IO 52, IO 56) i na dwóch olimpiadach zdobywał medale w kajakowych dwójkach. W 1948 triumfował na dystansie 10 000 metrów, cztery lata później w tej konkurencji zajął drugie miejsce. Podczas obu startów partnerował mu Gunnar Åkerlund. Czterokrotnie stawał na podium mistrzostw świata, zdobywając po dwa złote (K-4 1000 m: 1948, K-2 10 000 m: 1950) i srebrne medale (K-4 1000 m: 1950, K-4 10 000 m: 1954).